# Équivalence logique
En logique classique, deux propositions P et Q sont dites logiquement équivalentes ou simplement équivalentes quand il est possible de déduire Q à partir de P et de déduire P à partir de Q. En calcul des propositions, cela revient à dire que  P et Q ont même valeur de vérité :  P et Q sont soit toutes les deux vraies, soit toutes les deux fausses. L'équivalence logique s'exprime souvent sous la forme si et seulement si, dans des cadres comme l'enseignement ou la métamathématique pour parler des propriétés de la logique elle-même, et non du connecteur logique qui lie deux propositions. 
La relation d'équivalence logique entre propositions est étroitement liée au connecteur d’équivalence, souvent noté ⇔ ou ↔, qui peut être défini (de façon très générale, aussi bien en logique classique que par exemple en logique intuitionniste) comme la conjonction de l'implication P ⇒ Q (« Q si P ») et de sa réciproque Q ⇒ P (Q seulement si P), soit (P ⇒ Q) ∧ (Q ⇒ P). 
L'affirmation que P ⇔ Q revient à dire que P et Q sont équivalentes. Dit autrement (en logique classique), la proposition P ⇔ Q prend la valeur « vraie » quand P et Q sont logiquement équivalentes, et seulement dans ce cas. En logique, la relation d'équivalence est parfois notée ≡ (la notation ⇔ ou ↔ étant réservée au connecteur).
En électronique, l'équivalence est appelée  coïncidence, parfois appelée aussi  ET inclusif ; le symbole qui lui est associé est « ⊙ ». C'est la négation du ou exclusif, dit aussi XOR.

## L'équivalence dans la langue mathématique
Dans les textes mathématiques, on exprime que deux propositions P et Q sont équivalentes par :
- P si et seulement si Q (parfois abrégé en P ssi Q) ;
- Pour que P, il faut et il suffit que Q ;
- Une condition nécessaire et suffisante (CNS) pour  P est Q ;
- P est une condition nécessaire et suffisante pour Q ;
- P équivaut à Q.

## Calcul propositionnel
En logique classique, qui n'a que deux valeurs de vérité, la table de vérité du connecteur d'équivalence est :
| P    | Q    | P ⇔ Q |
| ---- | ---- | ----- |
| Vrai | Vrai | Vrai  |
| Vrai | Faux | Faux  |
| Faux | Vrai | Faux  |
| Faux | Faux | Vrai  |

La proposition P ⇔ Q équivaut à : 
- (P ⇒ Q) ∧ (Q ⇒ P) ((P implique Q) et (Q implique P)) ;
- (P ⇒ Q) ∧ (¬P ⇒ ¬Q) ((P implique Q) et la contraposée de (Q implique P)) ;
- ¬P ⇔ ¬Q (équivalence contraposée) ;
- (P  ∧  Q) ∨ (¬Q  ∧  ¬P) ((P et Q) ou (non P et non Q)).

## Propriétés
La relation d'équivalence logique, notée ≡ ci-dessous, est une relation d'équivalence, soit :
- P  ≡ P (la relation d'équivalence est réflexive) ;
- Si P ≡ Q, alors Q  ≡ P (la relation d'équivalence est symétrique) ;
- Si P ≡ Q et  Q ≡ R, alors P ≡ R (la relation d'équivalence est transitive).

Cette relation d'équivalence est compatible avec les connecteurs logiques. De plus en logique classique :
- ¬¬P  ≡  P.

Exemples
- Pour tous réels x non nul et y, on a{\displaystyle y=x\iff {\frac {y}{x}}=1.}
- L’équivalence (x = y ⇔ x2 = y2) (en élevant au carré) n'est pas vraie pour tous réels x et y : par exemple 22 = (–2)2 n’implique pas 2 = –2.
- Pour tous x réel positif et y réel, il y a équivalence entre les propositions suivantes : {\displaystyle y\geq {\sqrt {x}}\iff (y^{2}\geq x\quad \wedge \quad y\geq 0)}En effet, en élevant au carré, on perd l’information que {\displaystyle y} est positif, donc pour conserver l’équivalence, on doit ajouter la propriété {\displaystyle y\geq 0}.

Pour démontrer une équivalence P ⇔ Q, on démontre l’implication P ⇒ Q et sa réciproque Q ⇒ P.

## Équivalence entre plusieurs propositions
Soient trois propositions P, Q et R.
Pour démontrer les 3 équivalences P ⇔ Q, Q ⇔ R et P ⇔ R, il suffit de démontrer 2 d'entre elles, ou encore il suffit de démontrer les 3 implications :
P ⇒ Q, Q ⇒ R et R ⇒ P.
Démonstration :
Soient les implications P ⇒ Q, Q ⇒ R et R ⇒ P établies.
De Q ⇒ R et R ⇒ P on déduit Q ⇒ P.
De R ⇒ P et P ⇒ Q on déduit R ⇒ Q.
De P ⇒ Q et Q ⇒ R on déduit P ⇒ R.
On peut généraliser à n propositions P1, P2, … , Pn : pour démontrer que ces propositions  sont équivalentes il suffit de démontrer les implications
P1 ⇒ P2, P2 ⇒ P3… Pn-1 ⇒ Pn et Pn ⇒ P1.

## Exemples de formulations usuelles
Soient deux propositions {\displaystyle P} et {\displaystyle Q}.
- On dit que {\displaystyle Q} est une condition nécessaire à {\displaystyle P} si on a {\displaystyle P\Rightarrow Q} et peut être traduit par "pour que {\displaystyle P} , il faut que {\displaystyle Q}".
- On dit que {\displaystyle Q} est une condition suffisante à {\displaystyle P} si on a {\displaystyle Q\Rightarrow P} et peut être traduit par "pour que {\displaystyle P} , il suffit que {\displaystyle Q}".
- On dit que {\displaystyle Q} est une condition nécessaire et suffisante à {\displaystyle P} si on a {\displaystyle Q\Rightarrow P} et si on a {\displaystyle P\Rightarrow Q} et peut être traduit par "pour que {\displaystyle P} , il faut et il suffit que {\displaystyle Q}". Cela revient à dire que {\displaystyle Q} est équivalent à {\displaystyle P} et se note {\displaystyle Q\Leftrightarrow P}. Ainsi par commutativité de l'équivalence on peut aussi dire que {\displaystyle P} est une condition nécessaire et suffisante à {\displaystyle Q}.